# João de Barros Cassal
João de Barros Cassal (Alegrete, 2 de fevereiro de 1858 — Nioaque, 19 de outubro de 1903) foi um político e jornalista brasileiro.
Líder republicano, foi candidato à Câmara dos Deputados 1888 pelo Partido Republicano Riograndense, que não elegeu nenhum representante.
Após a Proclamação da República foi nomeado chefe de polícia do Rio Grande do Sul e diretor do jornal A Federação. Nas manifestações de 13 de maio de 1890, na rua dos Andradas em Porto Alegre, foi ferido por uma descarga de infantaria.
Foi chefe de polícia do Rio Grande do Sul, de 16 de novembro de 1889 a 9 de janeiro de 1890, e de 31 de dezembro de 1891 a 2 de março de 1892.
Participou do governo do estado como membro da junta governativa gaúcha de 1891. Durante a Revolução Federalista, desiludido pela violência, transferiu-se para o Mato Grosso onde faleceu.